# Giorgio Chanu
Giorgio Chanu (pron. fr. AFI: [ʃany]; Aosta, 10 dicembre 1930 – 18 dicembre 1997) è stato un politico italiano.

## Biografia
Nato ad Aosta nel 1930, conseguì la laurea in giurisprudenza il 15 febbraio 1954 presso l'Università di Torino.
Fu esponente valdostano della Democrazia Cristiana, sindaco di Aosta dal 1966 al 1970 e consigliere regionale dal 5 luglio 1973 al 18 luglio 1978 con incarico di vicepresidente del consiglio.
Morì il 18 dicembre 1997 all'età di sessantasette anni.